# Dimorphandra loretensis
Dimorphandra loretensis är en ärtväxtart som beskrevs av Marlene Freitas da Silva. Dimorphandra loretensis ingår i släktet Dimorphandra och familjen ärtväxter. Inga underarter finns listade i Catalogue of Life.